# Jaque mate (película de 2024)
Jaque mate es una película de comedia y acción argentina de 2024 dirigida por Jorge Nisco. Narra la historia de un grupo de agentes secretos que intentan salvar a una adolescente de las manos de un hombre peligroso. Está protagonizada por Adrián Suar y Maggie Civantos junto a un elenco conformado por José Eduardo Derbez, Tsahi Halevi y Mike Amigorena. La película se estrenó el 25 de enero de 2024.

## Sinopsis
Duque es un agente secreto retirado tras la muerte de un compañero en una misión fallida, sin embargo, tiempo después decide volver a su trabajo cuando su sobrina es secuestrada por Rey debido a un hecho en el pasado que tuvieron. Por tal motivo, Duque reúne a sus excompañeros de la agencia internacional donde trabajó para rescatarla.

## Elenco
- Adrián Suar como Duque
- Maggie Civantos como Sofía
- José Eduardo Derbez como Molo
- Tsahi Halevi como Iair
- Mike Amigorena como Rey
- Benjamín Amadeo como «Malcosido»
- Charo López como Nancy
- Mariel Fernández como Olimpia
- Diego Cremonesi como Gaucho
- Fiorella Indelicato como Juana

## Recepción

### Comentarios de la crítica
Guillermo Courau de La Nación expresó «con logrados rubros técnicos y buenas actuaciones de su estrella y el equipo de “superagentes” internacional que lo rodean, esta comedia de aventuras apuesta por el entretenimiento y el humor y cumple». Martina Hirsch de Otros cines señaló que la película presenta «escenas de acción bien resueltas y un guion un tanto predecible», por lo que Jaque mate es «un producto que difícilmente sorprenda a alguien y que cose con profesionalismo los hilos de la trama».